# Буланы

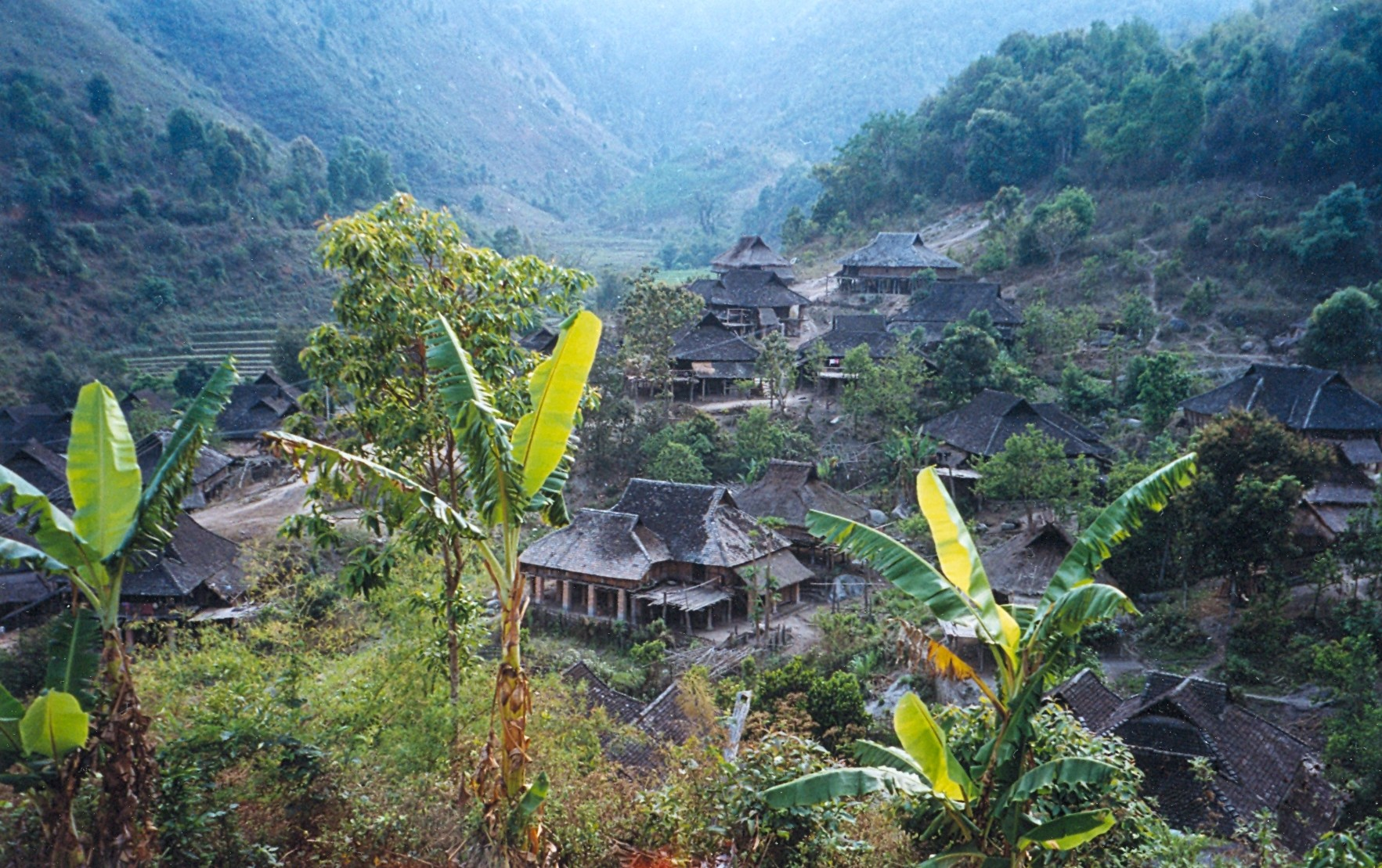
Маньпо, деревня буланов

Буланы (кит. упр. 布朗族, пиньинь Bùlǎng Zú) — народ, живущий на юго-западе Китая в провинции Юньнань. Численность — 91 882 человек (по переписи 2000 года). Входит в число 56 официально признанных народов Китая.

## Традиционная социальная организация
Традиционное общинное поселение буланов состоит из одной или нескольких родственных групп, объединённых в племя. Возглавляет общину выборный старейшина. Существуют обычаи выкупа за невесту, кровной мести, у вождей — полигиния. Локальность брачного поселения — патрилокальная, система терминов родства — бифуркативно-коллатеральная.

## Язык
Говорят на языке булан (планг), принадлежащем к группе палаунг-ва мон-кхмерской ветви австроазиатской семьи. Существуют два диалекта: булан и арва. Часть булан также говорят на языках дай, ва или китайском. Своей письменности нет, используют либо китайские иероглифы, либо письменность народа дай.

## История
Китайские этнологи считают буланов потомками древнего племени пу (кит. 濮) (Итс 1972: 73), которое жило на берегах реки Меконг в древние времена. Считается, что это племя было частью байпу (кит. упр. 百濮, пиньинь Bǎipú, буквально: «Сотня Пу»).

## Культура
Традиционным эталоном красоты для буланов являются чёрные зубы. Этот эффект достигается с помощью пережёвывания ореха бетель.
Женщины обычно носят рубашки с чёрными штанами. Мужчины обычно татуируют грудь и живот. Носят широкие чёрные штаны и белые рубашки с пуговицами. Часто носят тюрбаны из чёрной или белой ткани.
Буланы традиционно делятся на несколько маленьких кланов, у каждого клана есть своя земля. В каждом городе буланов есть кладбища, которые тоже поделены на участки, принадлежащие определённым кланам. Хоронят всех, кремируют тех, кто умер неестественной смертью.

## Религия
Большинство буланов исповедует анимизм. Также они комбинируют свои древние верования с буддизмом тхеравады.

## Занятия
Помимо скотоводства, рисоводства, садоводства и огородничества, специализируются на выращивании чая, в том числе элитных и редких сортов пуэра, центром производства которого издавна является горное селение Булан Шань в уезде Мэнхай Сишуанбаньна-Дайского автономного округа. Само название этого известного сорта постферментированного китайского чая, в честь которого в 2007 году китайскими властями официально переименован исторический центр его продажи город Сымао в провинции Юньнань, предположительно связано с названием народа пу.